# 渡邊遙
渡邊遙（日语：／ Watanabe Haruka，1992年9月9日—），日本女性配音員、前童星。出身於神奈川縣。Quatre Stella所屬。身高157cm。O型血。
主要代表作包括《怪物彈珠》（愛麗絲、達太安 等）。
演出《明石家秋刀魚大先生》的渡邊彼野人是她的哥哥。

## 來歷
渡邊遙從童星時期隸屬於KIRIN PRO。作為配音員，原本隸屬於WITH LINE，但從2019年4月1日起以自由身活動。自2020年12月1日起，她隸屬於Quatre Stella。

## 人物
- 興趣、特長：看電影、蒐集連衣裙、羽毛球、滑雪、貝斯。
- 有飼養一隻黑色玩具貴賓犬，名叫Coco。
- 她與同行今村彩夏、大下菜摘是好朋友。
- 新手駕駛（日语：ペーパードライバー）。

## 演出
粗體字表示主要角色は。

### 電視動畫
2015年
- 赤龍戰役（可伊[8]）
- 城下町的蒲公英（主婦、女學生）
- 魔物娘的同居日常（路人A）

2016年
- 三者三葉（竹園優[9]）
- 怪物彈珠（愛麗絲、女孩子）
- 灼熱桌球娘（前輩2）

2017年
- 覆面系NOISE（女學生1）

2018年
- citrus ～柑橘味香氣～（女學生B）
- 酒鬼妹子（前輩A）
- 和風喫茶鹿楓堂（滿）
- GRAND BLUE碧藍之海（遊戲聲音C）

### 電影動畫
- 哥斯拉 怪獸行星（2017年，揚陸艇操作士）
- 拓荒野女孩（英语：Calamity, a Childhood of Martha Jane Cannary）（2021年，貝拉）

### 網路動畫
- 銀魂 ～怪物彈珠篇～ 其2（2019年，愛麗絲）

### 遊戲
2013年
- 英國偵探推理 The Crown（日语：英国探偵ミステリア）（千惠）

2014年
- 我家公主最可愛（機械公主 雪莉·瑪利[1])
- 激突！Crash Fight（娜娜嘉、傑克O燈籠）
- 怪物彈珠[1]（2014年—2025年，謝菲爾德[10]、歐根親王／格奈森瑙號[10]、伊400／紀伊[10]、天照[10]、艾芭[10]、諾諾[10]、德川慶喜[10]、愛麗絲[10]、櫻木莉莉／怪獸玫瑰[10]、赫爾[10]、拉[10]、桃樂絲[10]、布倫希爾德[10]、惠那[10]、莎樂美[10]、赤穗浪士47[10]、達太安[10]、大喬小喬〈小喬〉[10]、貂蟬[10]、派茵[10]、艾莉絲[10]、利可兒[10]、申公豹[10]、紂王〈進化〉[10]、斯庫拉[10]、赤木凛／　怪獸水族[10]、鳥獸戰隊戲畫戰士[10]、貓娘娘[10]、聖夜公主美璃[10]、托娜可[10]、槌蛇〈進化〉[10]、銀河龍娘〈神化〉[10]、御供全明星〈兔瑟芬〉[10]、貼花[10]、焦菈美莉婕[11]、兔瑟芬、吉夢三人組、碧悠、菈比瑟芬[12]）

2015年
- 混沌戰爭（吉澤）
- 輝星的反叛（日语：輝星のリベリオン）（涅墨西斯）

2016年
- 魔女異聞錄：伊絲塔利亞傳說（雛祭傀儡師雷夫、革命皇帝拿破崙）
- 麻雀鬥牌鬥技場（坦克、電氣）
- Q&Q Answers（國富論）

2017年
- 在異世界開咖啡廳。（日语：異世界でカフェを開店しました。）（艾美莉亞·伊地爾[13]）
- 問答RPG 魔法使與黑貓維茲（桐繪·祐天寺[14]）
- 交鋒聯盟（日语：ファイトリーグ）（2017年—2019年，巴克斯兄弟 瓜丸&瓜五郎〈瓜丸〉[15]、達太安[16]）

2018年
- Alter Record Adjustment（尼洛）
- 白貓Project（達太安[17]）

2019年
- 言靈戰士（日语：共闘ことばRPG コトダマン）（2019年—2021年，紀伊、小紅帽諾諾、兔瑟芬）

2020年
- CHOJO-CryptoGirlsArena（南井芽依）
- 東方歸言錄（霧雨魔理沙 等）

2021年
- 薑餅人王國（日语：クッキーラン: キングダム）（2021年—2023年，蔓越莓味餅乾、牧師味餅乾、金魚草餅乾[18]）
- 斯特拉少女 ～反射鏡～（古納）

2022年
- 感染×少女（謝）

2023年
- 天空之塔（達太安[19]）
- 立方體之星（2023年—2024年，拉[20]、愛麗絲[21]、達太安[22]）
- HAZE REVERB（日语：ハツリバーブ -HAZE REVERB-）（嫉妬）
- 純白和弦（愛麗絲·黯、梅菲斯特[23]）

2024年
- （有坂由香里、瀧本薰、一之瀨新奈）

### 廣播節目
※記號表示網路廣播。
- A&G GIRLS BEAT♪ Queenty（日语：A&G GIRLS BEAT♪ Queenty）（2016年—2017年，超！A&G+、niconico動畫）※
- 田大夢的盡量極運的御供電台（2022年2月9日、2月16日）

### 廣播劇CD
2014年
- 一週的朋友。在那之後的朋友。（女學生3）

2016年
- 有聽見嗎？（女子）

2017年
- 普通女高中生要做當地偶像 廣播劇CD（女學生A）[注 1]

### 影像作品
- （2020年9月22日）

### 旁白
- animate廣告

### 真人電影
- 月世界（2001年）—飾 安奈

### 電視節目
- 人生最大告白SHOW（1999年，富士電視台）
- SURPRISE！（日语：SURPRISE!）（2000年，富士電視台）
- 夫婦商店（2000年，東京電視台）
- 火焰挑戰者（2000年，朝日電視台）
- （2001年，富士電視台）
- OFFRECO！（日语：オフレコ!）（2001年，TBS）
- 有異議！（2001年，富士電視台）
- 早安攝影棚（日语：おはスタ）（2001年，東京電視台）
- （2002年4月—2003年3月，NHK）—常駐
- 笑一笑又何妨！（2002年，富士電視台）
- 中居大師說（2003年，TBS）
- USO!? JAPAN（日语：USO!?ジャパン）（2003年，TBS）
- 藝術探險隊 世界第一的美麗事物（2004年8月21日，NHK）

### 廣告
- 都樂食品香蕉（2000年）
- 東榮住宅（日语：東栄住宅） 開花花園（2001年）
- NTT集團（2002年）

### 舞台
- 原創朗讀劇「妖怪一點都不可怕。」[24]（2018年11月1日—4日，築地佛教徒大廳）

## 腳註

## 外部連結
- 渡邊遙的X（前Twitter） （日語）
- 渡邊遙｜Quatre Stella （日語）
- 渡邊遙｜WITH LINE，存于 （日語）